# Il pallone (Vallotton)
Il pallone (Le Ballon o Coin de parc avec enfant jouant au ballon) è un dipinto di Félix Vallotton realizzato nel 1899 e conservato al museo d'Orsay, a Parigi. Si tratta di una delle opere più note del pittore nabi svizzero.

## Descrizione
In una zona sabbiosa parzialmente illuminata dal sole, un bambino, che emerge dalla parte in ombra, rincorre un pallone rosso in un parco. Immerso nell'ombra c'è un pallone dal colore marrone sbiadito, che sembra che sia stato abbandonato dal bambino che corre verso la luce e verso la piccola palla rossa. Sullo sfondo, in una zona verdeggiante, si trovano due personaggi femminili dagli abiti lunghi, uno bianco e l'altro blu.
La prospettiva dall'alto, di ispirazione fotografica, sembra schiacciare il bambino, i cui riccioli biondi escono dal grande cappello di paglia e con le estremità del suo vestito bianco che si muovono al vento mentre egli rincorre la palla. I personaggi in lontananza, seppur nelle loro dimensioni ridotte dalla distanza, vengono resi in una postura verticale naturale grazie all'orizzonte posto in alto nel dipinto, emergendo dalla massa di verde che riempie la metà superiore della composizione, organizzata da una forma ad arco che separa il dipinto attraverso una diagonale che va dall'angolo in basso a sinistra a un terzo del lato destro, segnando il confine del viale sabbioso.
In questo quadro che raffigura una scena soleggiata è assente il cielo, e solo i colori bianco e blu delle donne in lontananza evocano il cielo e le sue nuvole.